# Ana Manganaro
Ana Manganaro (La Plata, 19 de febrero de 1891-La Plata, 27 de junio de 1921 ) fue una botánica, y zoóloga argentina. Trabajó en acarología.
En 1913, se recibió de farmacéutica, y de Doctora en Ciencias Naturales por la Universidad Nacional de La Plata, en 1919. Fue ayudante ad honorem del "Laboratorio de Botánica" del Museo de La Plata.

## Algunas publicaciones
- 1923. Caracteres histológicos genéricos y específicos de las Leguminosas bonaerenses, extrabonaerenses y exóticas

- 1916. Nota sobre el género Micropsis DC.

- 1915. Apuntes cecidiologicos. An. Mus. Nat. Hist. Natural Buenos Aires. XXVI : 145—150

- 1913. Apuntes sobre una saetilla híbrida Bidens platensis Manganaro. n. sp.

### Libros
- 1924. Caracteres histológicos genéricos y específicos de las Leguminosas bonaerenses, extrabonaerenses y exóticas" (H. Seckt). Rev. de la Univ. Nacional de Córdoba XI ( 7-9 ) 178 pp.

- 1919. Leguminosas bonaerenses. An. Soc. Cient. Arg. LXXXVII : 77—246. Bs. Aires

## Honores
- La abreviatura «Manganaro» se emplea para indicar a Ana Manganaro como autoridad en la descripción y clasificación científica de los vegetales.[3]